# (157020) Fertőszentmiklós
(157020) Fertőszentmiklós est un astéroïde de la ceinture principale.

## Description
(157020) Fertőszentmiklós est un astéroïde de la ceinture principale. Il fut découvert le 26 août 2003 à Piszkesteto par Krisztián Sárneczky et Brigitta Sipőcz. Il présente une orbite caractérisée par un demi-grand axe de 3,16 UA, une excentricité de 0,07 et une inclinaison de 10,5° par rapport à l'écliptique.

## Compléments